# 솽허역
솽허역(중국어: 双合站)은 중국 베이징시 차오양구 파터우 가도 솽허촌에 위치한 베이징 지하철 7호선의 지하철역이다. 역의 주요 구조는 2013년 7월에 마감되었으며, 2014년 12월 28일 7호선 개통과 함께 개장되었다.

## 위치
솽허역은 동남4환 외곽에서, 초기 유리 공장과 초기 염료 공장 사이에 위치하고 있으며, 동서방향으로 배치되어 있다.

## 역 구조
솽허역은 지하 2층의 쌍섬식 승강장으로 폭 8m, 10m 규모다. 역에는 3개의 선로가 있으며 두개의 섬식 승강장 사이에 있는 선로는 자오화창 차량단로 오가는 열차용으로 사용된다. 역의 주요 구조는 길이 272.15m, 너비 29.9m의 2기둥 3경간 철근콘크리트 구조이다. 역에는 4개의 출구가 있다.
| 지면층          | 출구                                   | A-D출구                                        |
| 지하 1층        | 대합실                                 | 고객 센터, 자동매표기, 문의단말기, 이카통 충전 |
| 지하 2층 승강장 | ←                                      | ■ 7호선 베이징 서역 방면 (파터우)              |
| 지하 2층 승강장 | 섬식 승강장, 왼쪽/오른쪽 출입문이 열림 |                                                |
| 지하 2층 승강장 | ← →                                    | ■ 7호선 베이징 서역 방면 (파터우)              |
| 지하 2층 승강장 | 섬식 승강장, 왼쪽/오른쪽 출입문이 열림 |                                                |
| 지하 2층 승강장 | →                                      | ■ 7호선 유니버설리조트 방면 (자오화창)         |

## 출구
|                         |                             |
| 출구                    | 출구 인근                   |
| 出口 · A                | 젠궁솽허 가원(建工双合家园) |
| 出口 · B                | 젠궁솽허 가원               |
| 出口 · C                | 젠궁솽허 가원               |
| 出口 · D                | 젠궁솽허 가원               |
| 아이콘 설명: 엘리베이터 |                             |

## 주해
1. ↑  계획 건설 단계에서는 솽허춘역(중국어: 双合村站)으로 불렸다.